# Fritz London Memorial Prize
Der Fritz London Memorial Prize ist ein Preis für Leistungen in Tieftemperaturphysik der IUPAP. Er wird seit 1957 auf der International Low Temperature Conference der IUPAP verliehen und ist nach Fritz London benannt. Seit 1972 wird er alle drei Jahre verliehen. In jenem Jahr stiftete John Bardeen seinen Anteil am Nobelpreis unter anderem hierfür, weitere Gelder kamen von der Duke University.

## Preisträger
- 1957 Nicholas Kurti
- 1960 Lew Landau
- 1962 John Bardeen
- 1964 David Shoenberg
- 1966 Cornelis Jacobus Gorter
- 1968 William Fairbank Sr.
- 1970 Brian Josephson
- 1972 Alexei Alexejewitsch Abrikosow
- 1975 John Wheatley
- 1978 Guenter Ahlers, William L. McMillan, John Rowell
- 1981 John D. Reppy, Anthony J. Leggett, Isadore Rudnick
- 1984 Werner Buckel, Olli V. Lounasmaa, David Thouless
- 1987 Karl Alexander Müller, Johannes Georg Bednorz, Jun Kondo, John Clarke
- 1990 Robert C. Dynes, Pierre C. Hohenberg, Anatoli Iwanowitsch Larkin
- 1993 Albert Schmid, Dennis Greywall, Horst Meyer
- 1996 Moses H. W. Chan, Carl Wieman, Eric A. Cornell
- 1999 Douglas F. Brewer, Matti Krusius, Wolfgang Ketterle
- 2002 Russell J. Donnelly, Walter N. Hardy, Allen M. Goldman
- 2005 Sébastien Balibar, J. C. Séamus Davis, Richard Packard
- 2008 Yuri M. Bunkov, Wladimir W. Dmitrijew, Igor A. Fomin
- 2011 Humphrey Maris, Hans Mooij, Gerd Schön
- 2014 John M. Martinis, Michel Devoret, Robert Schoelkopf für fundamentale Fortschritte in Quantenkontrolle, Quanteninformationsverarbeitung und Quantenoptik mit supraleitenden Qubits und Mikowellen-Photonen.
- 2017 William Halperin, James Sauls, Jeevak Parpia
- 2020 Frank Steglich, Waleri Markowitsch Winokur, Qi-Kun Xue
- 2025 Robert Hallock, John Saunders, Ali Yazdani